# 北條維貞
北條維貞（日语：／ Hōjō Koresada，1285年—1327年9月22日）是日本鎌倉時代後期武將，北條氏一門，大佛流當主，又稱大佛維貞（日语：／ Osaragi Koresada），父親是北條宗宣。維貞曾經擔任南方六波羅探題和連署等職務。

## 生涯
弘安8年（1285年），維貞作為北條宗宣（後來成為第11任執權）之子出生，但是實際的出生年份有爭議。維貞元服時獲得宗第9任執權北條貞時授予其名諱「貞」字，取名貞宗，其後才改名為維貞。
嘉元2年（1304年）7月10日，維貞獲任命為引付眾，其後又成為評定眾、小侍所別當和引付頭人。在官途一帆風順的情況下於正和4年（1315年），維貞獲任命為南方六波羅探題南方，取締位於西國和畿內的惡黨。元亨4年（1324年），維貞被勒令辭任六波羅探題，並且奉命返回鎌倉與後任的北條貞將交接職位，後醍醐天皇一派在這段空白期間的九月發動正中之變。事變後的10月30日，維貞再任評定眾。
正中3年（1326年）4月24日，維貞就任連署，並且輔佐第16任執權北條守時。任命維貞為連署一事，被指是主導幕政的內管領長崎高資在嘉曆之騷動後的維穩政策。成為連署後不久，維貞病倒，並且出家，及後在嘉曆2年（1327年）9月7日死去。享年43。
由於嫡子北條高宣在翌年4月死去，家督之位由另一子北条家時繼承。鎌倉幕府滅亡時，家時和北條高直等大佛一族悉數自盡身亡。
維貞擅長詠唱和歌，共有11首作品收錄於（玉葉和歌集》。

## 經歷
- 正安3年（1301年）7月15日，就任式部少丞。8月20日，任命為從五位下，留任式部少丞。
- 乾元2年（1303年）5月18日，轉任右馬助。
- 嘉元2年（1304年）7月10日，成為幕府引付眾。
- 嘉元3年（1305年）5月6日，兼任小侍奉行。
- 德治元年（1306年）8月4日，轉任評定眾。
- 德治2年（1307年）12月6日，兼任五號引付頭人。
- 德治3年（1308年）7月19日，升從五位上，留任右馬助。
- 延慶2年（1309年）3月15日，轉任六號引付頭人，留任評定眾。
- 延慶3年（1310年）2月28日，再任五番引付頭人，留任評定眾。
- 應長元年（1311年）10月3日，父親宗宣成為執權。10月25日，維貞升任四號引付頭人，留任評定眾。
- 正和元年（1312年）5月29日，父親宗宣辭任執權並且出家。6月12日，宗宣死去。
- 正和2年（1313年）7月26日，辭任四號引付頭人。
- 正和3年（1314年）閏3月25日，升正五位下，留任右馬助。10月21日，轉任陸奧守。
- 正和4年（1315年）9月2日，轉任南方六波羅探題。
- 元亨4年年（1324）8月17日，辭任南方六波羅探題。10月30日，轉任評定眾。
- 正中3年（1326年）4月24日，轉任連署。10月10日，轉任修理大夫。
- 嘉曆2年（1327年）7月，升從四位下，留任修理大夫。9月6日，辭任修理大夫。9月7日，出家，改法號慈眼，並於同日死去，享年43歲。